# 修女也疯狂
《修女也疯狂》（英語：Sister Act）是一部由美国试金石影业于1992年发行的喜剧电影。本片由埃米利·阿朵里诺（Emile Ardolino）执导，并由马克·施艾曼（Marc Shaiman）担任音乐制作。电影讲述了由乌比·戈德堡饰演的在内华达州雷諾市一酒吧担任驻唱歌手目睹了黑道老闆殺人情狀，而上了老板的必杀名单，不得不避入修道院假装修女的故事。本片同时还有玛吉·史密斯、哈維·凱托（Harvey Keitel）、玛丽·威克斯（Mary Wickes）、比尔·纳恩（Bill Nunn）、凯西·奈吉米（Kathy Najimy）和温迪·麦凯奈（Wendy Makkena）等人参与演出。《修女也疯狂》在由美国精彩电视台评选的“史上最搞笑电影”中排名第83位。
《修女也疯狂》的票房表现，让其续集《修女也疯狂2：旧习难改》迅速提上制作日程，并在1993年上映。同时《修女也疯狂音乐剧》于2006年在美国加州帕萨迪纳的帕萨迪纳剧场完成首演；2009年5月7日，音乐剧在伦敦西区的伦敦白金剧院预演；2011年3月24日，《修女也疯狂音乐剧》在百老汇的百老匯劇院完成预演，并最终在当年8月正式上演。

## 剧情
故事开始于1968年，在一所天主教学校内，一名名叫德洛莉絲的女孩故意用愚蠢的答案回答修女老师的提问。很快场景便切换到现在，德洛莉絲·凡卡地亚在内华达州雷诺市一间名叫“月光酒吧”的赌场担任驻唱歌手，而她同時也是赌场主人黑道首领文斯·拉罗卡的情婦。某次德洛莉絲意外目睹文斯杀人，文斯遂命令他的手下乔伊和威利将德洛莉絲滅口。慌忙逃往警局的德洛莉絲受艾迪·少泽警官要求出庭指证文斯，并保证在开庭前为她提供证人保护。
德洛莉絲被带到旧金山市附近的一间名叫“圣凯瑟琳”的天主教教堂。因少澤警官承諾給年久失修的教堂提供一筆捐獻，修女長勉強答應讓毫無信仰的德洛莉絲化名“玛丽·克劳伦斯”並在那裡伪装成修女躲避追杀，而知道真相的只有少泽警官、教堂主教奥哈拉與修女長。在清苦而乏味的修女生活中，德洛莉絲与乐观的玛丽·派翠克修女、文静的玛丽·罗伯特见习修女，以及严肃的玛丽·拉匝禄修女結為好友。
后来因德洛莉絲夜裡偷偷跑去酒吧並引發騷動，被修女長惩罚担任唱诗班指揮一职。此时的唱诗班正因成员间缺乏协调性而陷入困境，德洛莉絲於是運用她的音樂基礎重新訓練唱詩班，並将摇滚乐和福音音乐结合起来，在一次主日弥撒的表演中演出了經她之手翻新的歌曲《万福圣母》（Hail Holy Queen）。修女長被德洛莉絲的离经叛道所激怒，但是奥哈拉主教却因搖滚福音将街上的叛逆青年吸引进教堂而欣喜不已。經過奧哈拉主教的首肯，修女們在德洛莉絲帶領下拆除教堂的鐵窗鐵門、走入社區積極與民眾互動並展開公益活動，为社区带来了改变。在少泽警官光临的那次布道会上，唱诗班演唱了由流行情歌改編而成的《我的主》（My God）。随后奥哈拉主教宣布教皇若望·保禄二世将莅临教堂欣赏唱诗班的演出，高興之餘修女長主張在如此隆重的場合應該用傳統的方式演唱福音歌曲，但唱詩班的成員們仍然在多數決中採用了德洛莉絲的新穎演唱方式，對此深感灰心的修女長起意辭職並申請轉調到其他修道院。此時少泽警官偶然發現手下泰德警官收受了文斯的贿赂，已发现了德洛莉絲的去向并将她的行踪洩漏给文斯，於是他趕往旧金山欲提前將德洛莉絲護送離開，但德洛莉絲仍然遭到文斯手下乔伊和威利綁架。
此時獲悉事實真相的修女们在修女長的带领下赶往雷诺市去拯救德洛莉絲。當她們抵達月光酒吧時德洛莉絲也剛摆脱了乔伊和威利，在赌场内和他们玩起了捉迷藏，一群在賭場中四處穿梭的修女頓時讓壞人們目眩神迷不知所措。眾修女與德洛莉絲會合後本想偷偷地逃出赌场，卻被逼進了死路。修女長出面擔保德洛莉絲確實是一位侍奉上帝高尚無私的修女，使得對方遲疑著不敢對德洛莉絲下手，雙方僵持不下而最終成功撐到少泽警官赶到現場拯救她们并逮捕文斯等人。隨著修女長理解接受了德洛莉絲為教會帶來的這一切改變並打消辭職念頭，最后德洛莉絲如期指挥修女唱诗班为教皇献唱歌曲《我将追随祂》（I Will Follow Him）。曲毕，教皇、主教、修女長及滿座的信眾們为唱詩班献上如雷掌声。
通过的电影的片尾显示，德洛莉絲将她的經歷出售给了媒体，引发了一系列轰动。

## 演员
- 乌比·戈德堡 饰演 德洛莉絲·凡卡地亚（玛丽·克拉伦斯修女）
- 艾絲·卡門·琼斯（英语：Isis Carmen Jones） 飾演 德洛莉絲·威爾森（童年）
- 玛吉·史密斯 饰演 修女長
- 凯茜·纳基麦 饰演 玛丽·帕特里克修女
- 温迪·麦凯奈 饰演 玛丽·罗伯特见习修女
- 玛丽·威克斯 饰演 玛丽·拉匝禄修女
- 蘿絲·帕倫蒂（Rose Parenti）饰演 阿尔玛修女
- 約瑟夫·馬厄（英语：Joseph Maher） 飾演 奧哈拉主教
- 哈維·凱托 饰演 文斯·拉罗卡
- 羅伯特·米蘭達（Robert Miranda） 飾演 喬伊
- 理查·波特諾（英语：Richard Portnow） 飾演 威利
- 比尔·纳恩 饰演 艾迪·少泽中尉
- 吉姆·畢佛 飾演 克拉克森
- 金·葛雷塔克（英语：Gene Greytak） 飾演 若望保祿二世

### 唱詩班修女
- Ellen Albertini Dow
- 卡门·萨帕塔
- Pat Crawford Brown
- Prudence Wright Holmes
- Georgia Creighton
- Susan Johnson
- Ruth Kobart
- Susan Browning
- Darlene Koldenhoven
- Sheri Izzard
- Edith Diaz
- Beth Fowler

## 制作花絮
编剧保罗·鲁德尼克在1987年向制片人斯科特·鲁丁推荐了《修女也疯狂》，并且认为应该由贝蒂·米勒担任主角。这个剧本随后出售给了华特迪士尼影片。但是米勒最后推辞了演出，她担心她的影迷无法接受她的修女造型。最后，主角由乌比·戈德堡担纲演出。随着电影的制作，编剧团大约更换掉了一打的编剧，这其中包括：卡莉·费希尔（Carrie Fisher）、罗伯特·哈林（Robert Harling）和南茜·迈耶斯。由于最终的剧本与鲁德尼克的原始剧本已经大相径庭，因此鲁德尼克被要求更换剧本署名，最终他选择了“约瑟夫·霍华德”这个化名。
影片中的“圣凯瑟琳教堂”实际上是位于诺伊丘区内山丘路和教堂路交叉处的圣保禄天主教堂，诺伊丘区是旧金山一个较富裕的中产阶级社区。教堂对面的街道做了修改，使其看上去像是犹太人社区。

## 原声音乐
电影原声带配合电影的公映同期发行，原声带中的音乐录影带有电影演员的同期表演。预先录制的原声带歌曲成了电影配乐的一部分，电影配乐由马克·施艾曼制作完成。该原声带在美国公告牌二百强专辑榜的成绩为首周74名，最好成绩40名并上榜54周。1993年1月13日，《修女也疯狂》同名原声带荣获美國唱片業協會的金唱片认证。
《修女也疯狂原声带》歌曲目录：
1. "The Lounge Medley" ("(Love Is Like a) Heat Wave"/"My Guy"/"I Will Follow Him")—德洛莉絲·凡卡地亚和酒吧配唱歌手
2. "The Murder" （配乐）
3. "Getting Into the Habit"（配乐）
4. "Rescue Me"—方特拉·贝斯（Fontella Bass）
5. "Hail Holy Queen"—德洛莉絲·凡卡地亚和修女们
6. "Roll With Me Henry"—伊特·珍
7. "Gravy For My Mashed Potatoes"—迪迪·夏普（Dee Dee Sharp）
8. "My Guy (My God)"—德洛莉絲·凡卡地亚和修女们
9. "Just a Touch Of Love (Everyday)"—C+C Music Factory
10. "Deloris Is Kidnapped" （配乐）
11. "Nuns to the Rescue" （配乐）
12. "Finale: I Will Follow Him"—德洛莉絲·凡卡地亚和修女们
13. "Shout"—德洛莉絲·凡卡地亚和修女们及酒吧配唱歌手
14. "If My Sister's in Trouble"—Lady Soul

（备注：专辑中玛丽·罗伯特修女的部分实际是由安德烈·罗宾逊（Andrea Robinson）演唱。）

## 奖项

### 获奖
- ASCAP电影和电视音乐大奖：年度票房纪录电影[6]；（1993年）
- 美国喜剧奖：最搞笑电影女主角（乌比·戈德堡）和最搞笑电影女配角（凯西·奈吉米）[6]；（1993年）
- 全美民选奖：最佳喜剧电影（与《小鬼当家2：迷失纽约》并列）[6]；（1993年）
- 德国金屏幕奖；（1993年）
- 有色人种促进协会形象奖：最佳电影女主角（乌比·戈德堡）和最佳影片[6]。（1994年）

### 提名
- 美国演员工会奖：最佳喜剧类电影演员[6]；（1992年）
- 金球奖：最佳喜剧及音乐类电影和最佳喜剧及音乐类电影女主角[6]；（1993年）
- MTV電影大獎：最佳突破演员、最佳喜剧演员和最佳女主角[6]。（1993年）

## 迴响评论

### 票房
《修女也疯狂》在票房成绩上大获成功，美国本土收获票房近1.4亿美元，非美国本土票房则高达9200万美剧，最终在全球范围内斩获票房2.3亿美元，成为1992年全球票房纪录第八名。

### 争议
1993年6月10日，美国联合艺人娱乐公司签约女艺人唐娜·道格纳斯和她的伴侣柯特·威尔逊正式起诉迪士尼、乌比·戈德堡、贝蒂·米勒及其制作公司和创意艺人经纪社，指责其电影《修女也疯狂》抄袭威尔逊作品《橱柜里的修女》，并求偿2亿美元。道格拉斯和威尔逊声称他们在1985年就完成了该书的剧本改编，并在1987年到1988年期间，分别将剧本三次投递给迪士尼、乌比·戈德堡和贝蒂·米勒。他们宣称《修女也疯狂》和《橱柜里的修女》在剧情上至少有100处以上的相似之处。
唐娜·道格纳斯和柯特·威尔逊在1994年下降了他们的赔偿金请求，要求赔偿1亿美元。而法官相对倾向华特迪士尼影片及其他被告人，威尔逊当时宣称“他们不得不逐字逐句的复制我的剧本”。
在2011年11月，一名叫做德洛莉絲·布莱克尼的修女起诉华特迪士尼影片和索尼影视娱乐，声称《修女也疯狂》是改编自其于1987年完成的自传《哈林街修女》。她宣称在电影监制表示改编的兴趣之后，她写了三页的概要给电影公司。她因此起诉上诉两家公司“违反合同、肖像挪用及不当得利”。

### 对华语地区的影响
值得留意的是，《修女也瘋狂》也影響到華語地區的人士，開始挑選電影任一部分當作改編的參考題材。像是，2004年3月，S.H.E於第六張專輯《奇幻旅程》的宣傳期時，導演賴偉康在構想《安全感》的MV內容當中，挪用琥碧·戈柏在電影中的修女形象，作為歌手在MV當中的造型之一。另外，2005年9月24日、25日，蔡琴在北京工人體育館公開上演的小型歌舞剧《跑路救天使》，也是參照《修女也瘋狂》而改編的。

## 光碟发售
《修女也疯狂》第一区DVD于2001年11月6日发行，类似博伟早期发行的DVD光碟，该DVD并没有对电影的失真进行修复。碟片中的彩蛋内容包含：
1. 《修女也疯狂》的剧场版宣传片；
2. 《I Will Follow Him》和《If My Sister's In Trouble》两首电影插曲的音乐录影带以及包含这两首歌曲的电影剪辑视频；
3. 制作花絮《Inside Sister Act: The Making Of》。